# Wielki głód w Estonii
Wielki głód w Estonii  miał miejsce w szwedzkiej Estonii w latach 1695–1697.
W 1694 i 1695 pogoda w Estonii była wyjątkowo niekorzystna dla upraw, mieszkańców nawiedzały częste opady deszczu i silne mrozy, które spowodowały zniszczenie zbiorów z upraw letnich. W lecie 1696 roku odnotowano bardzo niskie temperatury, które zniszczyły kolejne zbiory, w rezultacie zimą tego samego roku chłopi utrzymujący się z upraw, sieroty, jak i osoby w podeszłym wieku zaczęli masowo umierać z głodu. W 1697 roku podczas wiosennych roztopów, zaczęto znajdować tysiące trupów. Szacuje się, że w wyniku głodu, umarła około jedna piąta populacji estońskiej (70 000 do 75 000 osób).